# Sarda (género)

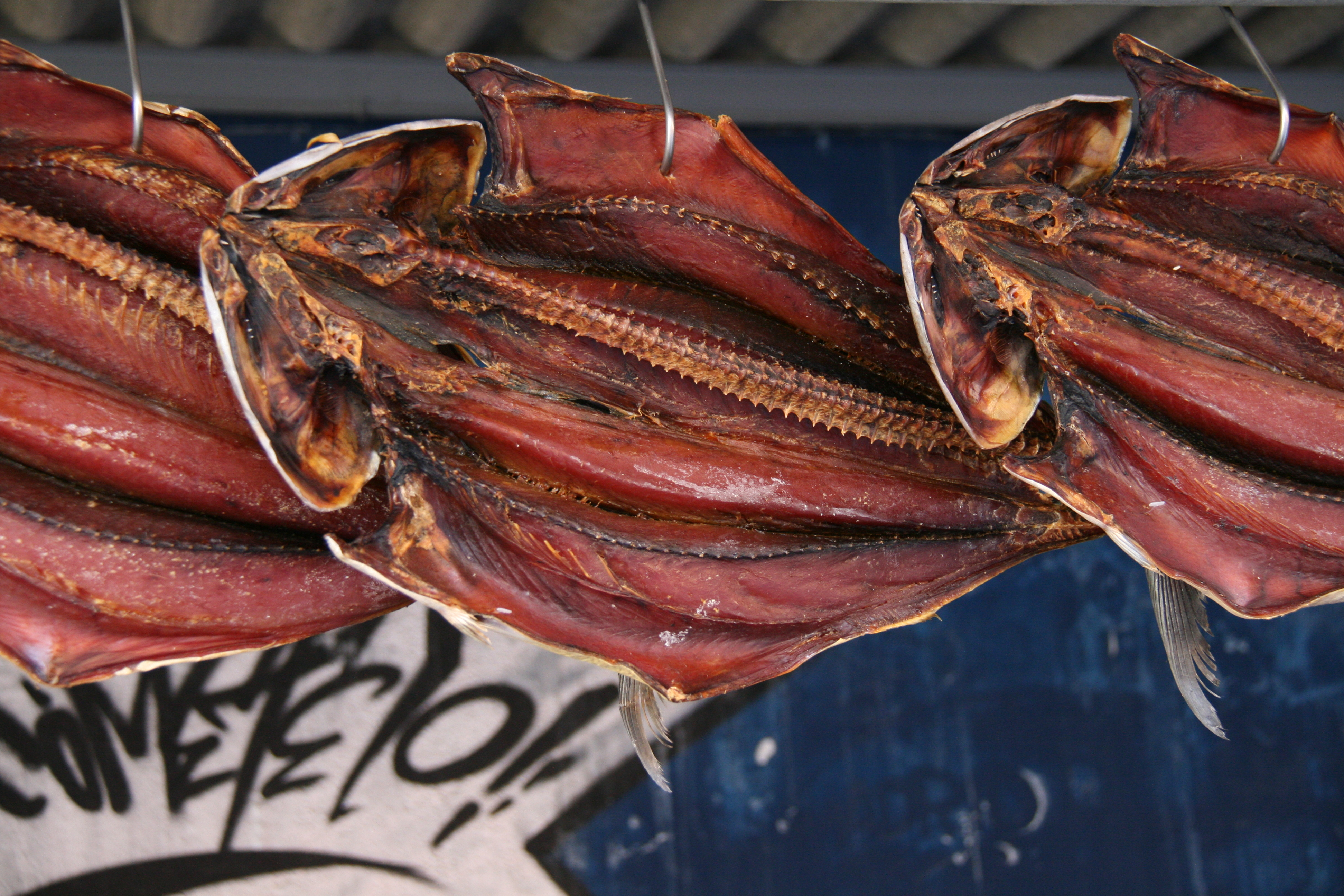
Lombos de serra curados ao ar.

Sarda Cuvier, 1829 é um género de peixes da família Scombridae que inclui várias espécies predadoras de tamanho mediano objecto de pesca comercial, entre as quais Sarda sarda, o peixe-serra do Atlântico, e Sarda chiliensis, o peixe-serra do Pacífico.

## Descrição
Os lombos de serra secos e fumados, chamados katsuobushi, são frequentemente usados como ingrediente na cozinha japonesa e são o ingrediente principal do caldo denominado dashi, muito utilizado naquela tradição culinária. Na cozinha espanhola os lombos são secos ao ar.

## Espécies
O género Sarda inclui as seguintes espécies:
- Sarda australis (Macleay, 1881).
- Sarda chiliensis (Cuvier, 1832).
  - Sarda chiliensis chiliensis (Cuvier, 1832).
  - Sarda chiliensis lineolata (Girard, 1858).
- Sarda orientalis (Temminck & Schlegel, 1844).
- Sarda sarda (Bloch, 1793).